# Nowy Duninów (village)
Pour les articles homonymes, voir Nowy Duninów.
Nowy Duninów (prononciation : [ˈnɔvɨ duˈninuf]) est un village polonais de la gmina de Nowy Duninów dans le powiat de Płock de la voïvodie de Mazovie dans le centre-est de la Pologne.
Le village est le siège administratif (chef-lieu) de la gmina appelée gmina de Nowy Duninów.
Il se situe à environ 10 kilomètres à l'ouest de Płock (siège du powiat) et à 112 kilomètres à l'ouest de Varsovie (capitale de la Pologne).

## Histoire
De 1975 à 1998, le village appartenait administrativement à la voïvodie de Płock.